# 나시서스호의 검둥이

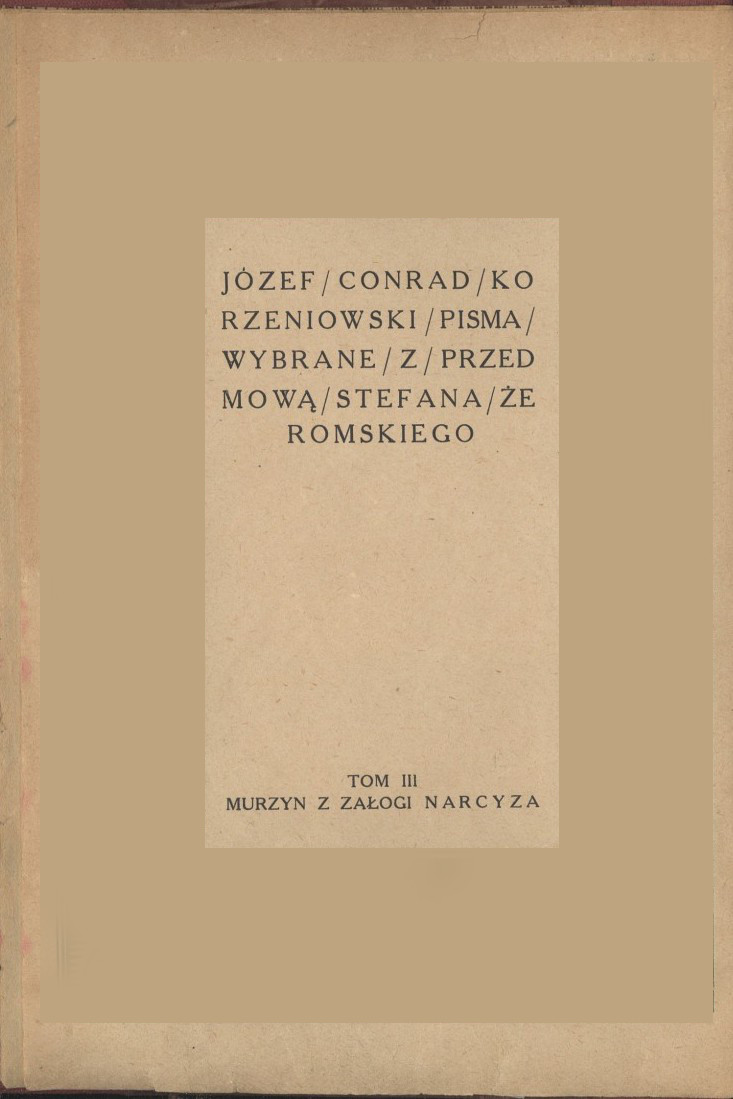

《나시서스호의 검둥이》(The Nigger of the 'Narcissus', 1897년)는 조지프 콘래드의 소설이다.
봄베이를 출항하여 영국으로 향하는 나시서스호에 흑인 선원이 타고는 병에 걸려 제멋대로 언동(言動)을 함으로써 다른 선원들의 마음을 혼란하게 한다. 선장이 검둥이를 꾸짖는 일로 선원들 사이에 불온(不穩)한 공기가 감돌아 모반을 꾀하는 자도 있다. 그런데다가 바람이 없어 움직이지 않게 되지만 검둥이가 죽으니 바람도 다시 불어 배는 무사히 목적지로 간다.